# روزگاری‌ست که سودای بتان دین من است
غزلی با مطلع «روزگاری‌ست که سودای بتان دین من است»، غزل شمارهٔ ۵۲ از دیوانِ حافظ در تصحیحِ محمد قزوینی و قاسم غنی است.

## در اجراها
محمود محمودی خوانساری در برنامهٔ شمارهٔ ۹۲ از مجموعهٔ برگ سبز این غزل را در دستگاهِ سه‌گاه اجرا کرده است.